# Zone bleue (longévité)
Pour les articles homonymes, voir Zone bleue.
Le terme zone bleue est un terme créé pour identifier certaines régions du monde où la longévité des habitants serait très nettement au-dessus de la moyenne.
Ces zones bleues comprendraient notamment la Préfecture d'Okinawa au Japon, la Province de Nuoro en Sardaigne, Italie, la Péninsule de Nicoya au Costa Rica et Ikaria en Grèce.
Le concept de zones bleues a été remis en question par l'absence de preuves scientifiques,. Des recherches ultérieures ont contredit les affirmations initiales, comme Okinawa, qui a connu une baisse substantielle de l'espérance de vie au cours du 21e siècle, , et Nicoya, où les personnes nées après 1930 n'ont pas eu une longévité exceptionnelle par rapport à la population nationale dans son ensemble,.

## Description
Le nom de zone bleue a été créé par l'universitaire italien Gianni Pes et le démographe belge Michel Poulain. Ils ont découvert en 2000, dans la province de Nuoro, en Sardaigne, la plus forte concentration au monde d’hommes centenaires alors connue localisée dans de nombreux villages de montagne de cette province. Ils dessinèrent sur une carte à l'encre bleue la zone regroupant ces villages qu'ils appelèrent alors simplement la « zone bleue ».
Depuis soutenu par la National Geographic Society, un projet a été lancé depuis 2002 pour identifier d'autres zones bleues dans le monde, avec Dan Buettner. Ce dernier est souvent cité comme l'inventeur du terme zone bleue, en s'intéressant à ce thème depuis les années 90.
En 2017, cinq zones ont été identifiées :
- des villages de montagne de la province sarde de Nuoro ou Ogliastra , où les hommes, souvent d'anciens bergers, ont la même espérance de vie que les femmes, et où l'on compte 30,9 centenaires pour 100 000 habitants, avec des nonagénaires en très bonne condition physique[10] ;
- l'île grecque d'Ikaria[10], dans le nord-est de la mer Égée ;
- l'île japonaise d'Okinawa[10] ;
- la péninsule de Nicoya[10], au Costa Rica, avec une population métisse d'environ 100 000 personnes, dont le taux de mortalité à 50 ans est inférieur à la normale ;
- Loma Linda, en Californie, communauté d'adventistes du septième jour dont la plupart des membres possèdent une espérance de vie supérieure d’une dizaine d’années à la moyenne américaine[11],[12]. Cette dernière zone ne présente en réalité aucune espérance de vie supérieure à la moyenne nationale. Elle est d'ailleurs classée au 16 101 rang national en termes de longévité[13]. Dan Buettner a reconnu avoir ajouté Loma Linda parce que son rédacteur en chef lui avait demandé de « trouver la zone bleue de l'Amérique » et qu'il n'a jamais ensuite retiré ce lieu de la liste[14].

En 2023, Michel Poulain identifie une autre zone bleue, à savoir la Martinique.
On évoque parfois aussi Singapour,.
Il existe aussi le cas de la Montagne de Longevie, commune de Novacelles ( Puy de Dôme) où une fréquence supérieure de centenaires a été recensée à l'époque royale...
La plus grande base de données publique utilisée pour observer les occurrences de supercentenaires (personnes dépassant les 110 ans) est celle du Gerontology Research Group (GRG) créé à Los Angeles en 1990.

## Facteurs favorables identifiés
Dans son livre, Buettner donne une liste de neuf leçons,, :

Diagramme de Venn Diagramme montrant les points communs entre trois des zones bleues identifiées dans le monde : Loma Linda (États-Unis), Sardaigne (Italie) et Okinawa (Japon).

- une activité physique modérée et régulière ;
- un but dans la vie ;
- la réduction du stress ;
- la restriction calorique ;
- une alimentation à base d'aliments d'origine végétale ;
- une consommation modérée d'alcool, en particulier du vin ;
- un engagement spirituel ou religieux ;
- un engagement dans la vie de famille ;
- un engagement dans la vie sociale.

Ces zones bleues ont en commun d'être des zones ensoleillées et aérées. Les régimes alimentaires sont différents mais ils ont deux aspects en commun. Le premier est qu'ils sont basés sur les aliments d'origine végétale, avec la viande, le poisson ou le fromage seulement en petite quantité ou pendant les fêtes. Le deuxième est qu'ils mangent des légumes. Quant au goût, les régimes sont très différents. Si la population d'Ikaria a un régime proche du régime crétois (légumes, poissons, viandes blanches), la population des villages de montagne sardes ne consomme pas de poisson mais de la viande, dont de la charcuterie.
L'étude publiée par Michel Poulain et Gianni Pes identifie l'importance d'un mode de vie sain, en altitude, avec une activité physique au-delà de 80 ans, sans stress, avec des liens familiaux et sociaux étroits.

## Remise en question du concept de zone bleue
Certains observateurs et chercheurs sont sceptiques sur l'existence de ces zones bleues, ou mettent en avant une potentielle exagération. Ainsi Saul Newman, chercheur à l’Australian National University, s'est penché sur les données du GRG et s'est intéressé aux variables socio-économiques et relève des faits qui selon lui n'ont pas été sérieusement pris en compte :
- Le nombre d'occurrences de supercentenaires est inversement proportionnel à la fiabilité des systèmes d'état civil :
« Aux États-Unis, le statut de supercentenaire est prédit par l’absence d’enregistrement de l’état civil. L’existence d’actes de naissance est associée, dans chaque État, à une diminution de 69 à 82% du nombre d’enregistrements supercentenaires. »[13]
- Le nombre d'occurrences de supercentenaires est contre toute attente supérieur dans les régions à faibles revenus, à faible taux d’alphabétisation, à taux de criminalité élevé et à faible espérance de vie par rapport à la moyenne nationale.
« Les Italiens âgés de plus de 100 ans sont concentrés dans les provinces les plus pauvres, les plus reculées et aux plus courtes espérances de vie. »

Une des explications de ce dernier résultat pourrait être des motivations de fraudes à la retraite, ou simplement des erreurs dans les registres (par exemple, il est connu que de nombreux supercentenaires présents dans les registres au Japon sont en réalité décédés dans le chaos de la Seconde Guerre mondiale). Ou l'absence de registres.
En 2010, le gouvernement japonais annonce que 82 % de ses citoyens censés être âgés de plus de 100 ans sont en fait décédés. En 2012, la Grèce annonce avoir découvert que 72 % de ses centenaires réclamant une pension, soit quelque 9 000 personnes, sont en fait déjà décédés. Au Costa Rica, une étude de 2008 montre que 42 % des prétendus centenaires ont « menti sur leur âge » lors du recensement précédent.
Bien que l’île d’Okinawa soit souvent citée comme un exemple emblématique de blue zone, selon l’enquête nationale annuelle sur la santé et la nutrition du gouvernement japonais, en cours depuis 1946, les Okinawaiens affichent les pires indicateurs de santé du pays. Une étude de 2020 révèle que la préfecture présente un taux d’obésité plus élevé et une mortalité accrue chez les 40-65 ans, comparativement au Japon continental. David E. Newman suggèrent que de nombreux décès n'ont pas été enregistrés dans le passé.